# 海綿静脈洞
海綿静脈洞（かいめんじょうみゃくどう、英語: cavernous sinus）は、トルコ鞍の両側で上眼窩裂から側頭骨錐体の内側に及ぶ一対の硬膜静脈洞。
大脳静脈、眼静脈、翼突筋静脈叢からの導出静脈の血流を受ける。海綿静脈洞内を内頸動脈、外転神経が走行し、海綿静脈洞の外側壁を動眼神経、滑車神経、眼神経、上顎神経が通る。